# هات ياي
هات ياي (بالتايلاندية:หาดใหญ่) و (بالإنكليزية:Hat Yai) مدينة تقع في جنوب تايلاند قرب الحدود معا ماليزيا يبلغ عدد سكانها 157359 وفقا لتعداد العام 2008 وتعتبر هات ياي أكبر مدينة في محافظة سونغكلا والكثير يعتقد انها عاصمة المحافظة بل هي أكبر مدينة في المحافظة وتعتبر عاصمة المحافظة بنفس اسم المحافظة سونغجلا وهي العاصمة ومركز الإدارة والمركز الثقافي للمدينة في حين هات ياي مركز لرجال الأعمال

## حركة التمرد
بموقعها الجغرافي الواقع في جنوب تايلاند وكونها المركز الاقتصادي للجنوب التايلاندي أصبحت هات ياي هدفا للحركة الاحتجاجية الانفصالية في الجنوب التايلاندي والتي اوقعت عدة تفجيرات في هات ياي والمنطقة المجاورة لها، في يوم 2 أبريل 2005 تم تنفيذ اثنين من الهجمات بالقنابل في مركز تسوق وسط المدينة ومطار هات ياي ادت الي مقتل شخصين وعشرات الجرحي، وفي يوم 16 سبتمبر 2006 تم تنفيذ سلسلة من الهجمات اسفرت عن مقتل أربعة اشخاص وجرح أكثر من 70 شخص